# Ирина Комнина
Ирина Комнина Дукина (на гръцки: Ειρήνη Κομνηνή Δούκαινα) е българска царица (1237 – 1241), съпруга на цар Иван Асен II, майка на цар Михаил II Асен и вероятно негова регентка (1246 – 1256).

## Биография
Дъщеря е на епирския деспот Теодор Комнин и на Мария Петралифина – сестра на севастократор Йоан Петралифа. Има двама братя, които един след друг са владетели на епирската държава – Йоан и Димитър, а също и една сестра на име Анна Ангелина, сръбска кралица. По линия на Комнините е потомка на цар Иван Владислав и царица Мария. Сред предците на баща ѝ са императорите Алексий І Комнин и Йоан ІІ Комнин.
Още като дете заедно с цялото си семейство попада в плен при българите след знаменитата победа при Клокотница на цар Иван Асен II през 1230 г. Расте в търновския дворец. Иван Асен II е запленен от „хубавата и стройна“ Ирина. Обича я, по думите на Георги Акрополит, „не по-малко, отколкото Антоний – Клеопатра“.
На царица Ирина византийски поет по-късно посвещава следните редове:
| „ | ...Пресияйна и прекрасна, ти като луна проблясна от една градина цвете, рай божествен, ти, царице! По природа си красива, имаш кипреща се прелест, като слънце над звездите бдиш с лъча на красотата... | “ |

Търновският патриарх Висарион, стриктно придържайки се към православието, отказва да благослови съпружеската двойка, вероятно поради твърде скорошната, преди да е изтекъл срока на траура за предишната царица (Анна-Мария Арпад), сватба. Иван Асен II не се поколебава да осъди на смърт несговорчивия патриарх. От своя страна Църквата отказва да признае царската титла на Ирина и канонизира патриарх Висарион за светец.
Иван Асен II се жени за Ирина през 1238 г. и тя за по-малко от четири години му ражда три деца:
- Ана-Теодора (* 1238/42, † 13. век), съпруга на севастократор Петър
- Мария (* 1238/42, † 13. век), съпруга на Мицо Асен, български цар;
- Михаил II Асен (* 1238, † 1256), цар на българите (1246 – 1256), съпруг на Анна Ростиславна, руска княгиня.

Освен хубостта на Ирина има и две важни политически причини, които да подтикнат царя към този брак. Първата е вътрешна – според българската държавна традиция е важно владетеля да произхожда от царски род. Родословието ѝ е добре известно и гарантира връзката с владетелите на Първото българско царство. Чрез брака си с Ирина Комнина цар Иван Асен ІІ затвърждава позициите на Асеневци. Втората и най-важна причина е засилването на Никейската империя и слабото противодействие на този процес от нерешителния му зет Мануил Комнин. Хегемонията на България на Балканския полуостров е резултат от поддържане на баланса на силите на околните страни. Затова засилването на никейските императори е заплаха за позициите на българския владетел.
След неочакваната смърт на Иван Асен II през юни 1241 г. на търновския престол се възкачва Калиман I Асен (Коломан I), негов син от първата му съпруга – унгарката Анна-Мария Арпад. При управлението му България бързо губи позициите си на първа балканска политическа сила и притисната от постоянни нашествия на татарите, е принудена да им плаща ежегоден данък. Неуспехите пораждат силна опозиция, целяща да го отстрани от престола и да постави на негово място сина на Иван Асен II и Ирина Комнина. Водена от желанието си да види собствения си син на престола, Ирина оглавява болярската опозиция срещу Калиман I. През 1246 г. той умира, според много автори отровен от Ирина, и на престола се възкачва непълнолетният ѝ син Михаил II Асен. Така бившата царица отново се сдобива с влияние върху управлението на българската държава. Предполага се, че тя застава начело на управлението на страната като регентка на сина си, който по онова време е непълнолетен, но категорични доказателства за това липсват.
Михаил ІІ Асен е убит през 1256 г. от своя братовчед, бъдещия цар Калиман II Асен. Калиман II се жени се за неговата съпруга, но не успява да се закрепи на трона и през същата година е убит. Ростислав Михайлович се провъзгласява за цар на България и обсажда Търново, но като не получава никаква подкрепа, прибира дъщеря Анна (Елисавета) си и се изтегля. На българският престол се възкачва Мицо, който се жени за дъщерята на Ирина Комнина и Иван Асен ІІ – Мария. Така овдовялата майка отново се оказва в близки отношения с българския цар. Но Мицо не успява да задържи дълго на власт. Така престолът е завзет от цар Константин Тих. За да легитимира властта си, той разтрогва първия си брак и се жени за Ирина – дъщерята на император Теодор ІІ Ласкарис и Елена Асенина. Промяната е неблагоприятна за Ирина Комнина, тъй като нейната съименничка е внучка на унгарката Анна-Неда и племенница на Калиман І. Вероятно след това Ирина става монахиня под религиозното име Ксения. Изгонена е от България след смъртта на сина си през 1256 г. и последвалата борба за българския престол. Прекарва остатъка от живота си в родовите си имения край Солун.